# Historia de regibus Gothorum, Vandalorum et Suevorum

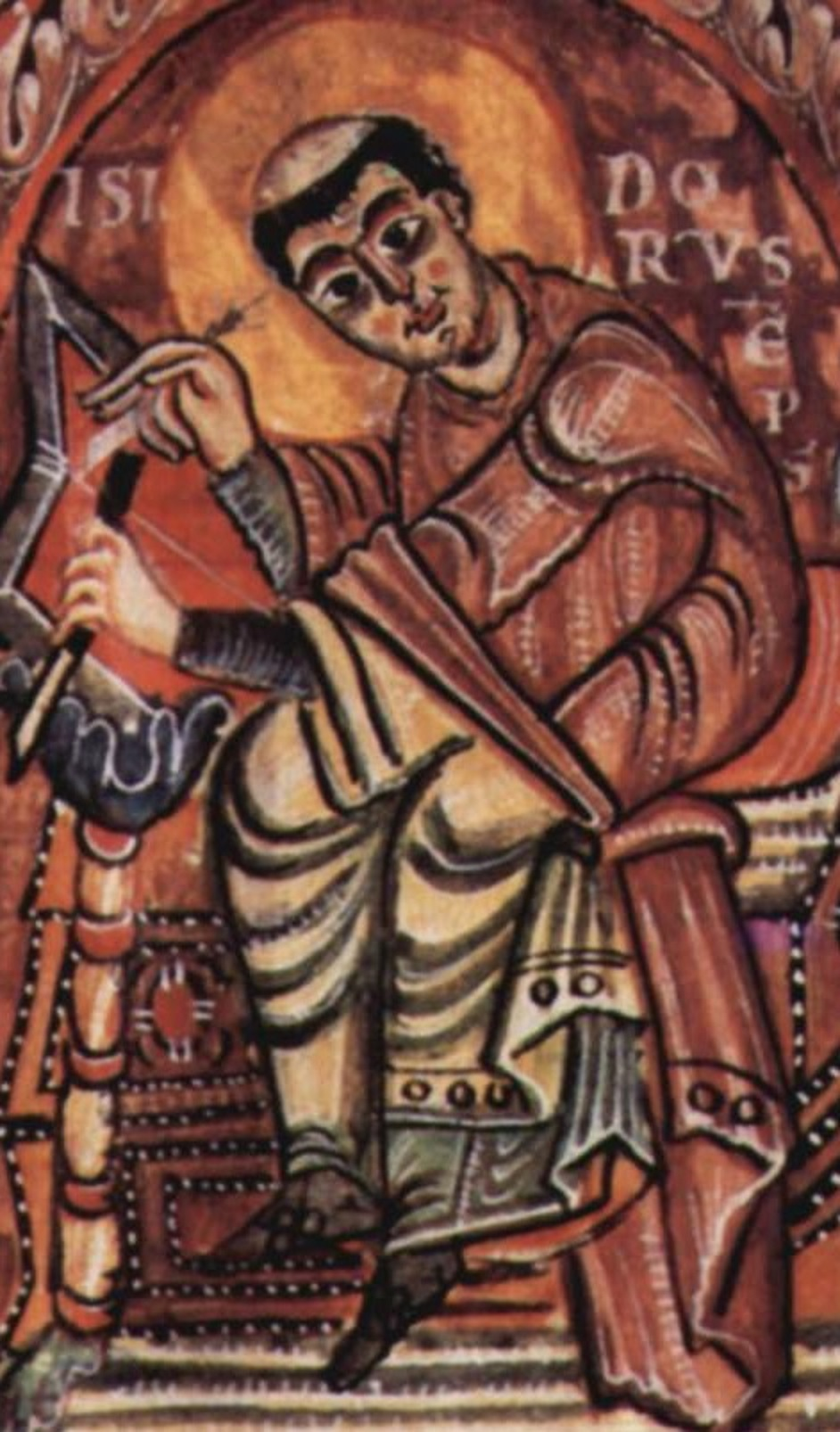
El bisbe Isidor, autor de la Història dels reis dels gots, vàndals i sueus

La Historia de regibus Gothorum, Vandalorum e Suevorum (Història dels reis dels gots, vàndals i sueus) és un relat sobre els gots, entre els anys 265 i 624, escrita en llatí per Isidor de Sevilla. És una història molt resumida i, per la diversitat de fonts, a vegades molt contradictòria i fins i tot massa literària. Després de relatar la història dels gots, continua amb la dels vàndals i, en acabant, amb un relat a part referit a la història dels sueus.

## Característiques
Isidor comença la seua història amb un pròleg, "Laus Spaniae", que celebra les qualitats de la península Ibèrica.
La Història es va compondre en dues versions, que es conserven. La primera, escrita segurament l'any 619, l'any de la mort del rei Sisebut, n'és la més curta. La versió més llarga es degué acabar l'any 624, el cinqué any del regnat de Suíntila. Sols la versió més llarga conté el "Laus Spaniae" i el "Laus Gothorum", un elogi dels gots, que separa la història dels gots (fins al regnat de Suíntila) de la dels vàndals.
De l'edició més llarga, la versió que serveix de referència és la feta per Theodor Mommsen, que també va servir de base per a la primera traducció a l'anglés. També n'hi ha una traducció a l'alemany.